# Romeo e Giulietta (miniserie televisiva)
Romeo e Giulietta è una miniserie televisiva in due puntate, diretta da Riccardo Donna, con protagonisti Alessandra Mastronardi e Martiño Rivas. La prima puntata è stata trasmessa mercoledì 3 dicembre e la seconda venerdì 5 dicembre 2014 da Canale 5.
La miniserie, ambientata nel medioevo feudale, è liberamente tratta dalla tragedia Romeo e Giulietta di William Shakespeare. È stata girata a Trento, in Val di Non, Trentino-Alto Adige. La serie è già stata proposta al pubblico spagnolo su Telecinco il 21 ed il 22 gennaio 2014. La prima puntata è stata seguita da 1.563.000 telespettatori con uno share del 9%, mentre la seconda da 1.777.000 telespettatori con uno share del 10,10%.

## Attori
La serie raccoglie interpretazioni di artisti provenienti da diverse parti dell'Europa. Per l'Italia attrici come Alessandra Mastronardi ed Elena Sofia Ricci, per la Spagna l'emergente e giovane Martiño Rivas, per la Germania Mathieu Carrière e Ken Duken, per la Polonia Magdalena Grochowska e per l'Inghilterra Vincent Riotta. La serie è stata interamente girata in lingua inglese.

## Trama
Capuleti e Montecchi sono in una forte e sanguinosa guerra da generazioni per una ragione talmente lontana da non essere conosciuta dalle rispettive famiglie, che si combattano nel '500 nei pressi di Trento. I Capuleti hanno due figlie, Giulietta ed Ursula, i Montecchi due figli, Romeo e Antonio. I Capuleti a causa delle frequenti lotte con i Montecchi, attraversano un periodo di grande impoverimento economico e per risolvere la questione, concedono la mano della loro primogenita Ursula al ricco conte Paride, parente stretto del principe che governa queste terre, del quale è invaghita. Costui si è però infatuato della romantica e coraggiosa secondogenita, la bellissima Giulietta, e vuole averla per sé ad ogni costo arrivando a minacciare i coniugi Capuleti ed essere disposto a mancare alla promessa fatta ad Ursula. Quello che nessuno sa e sospetta è che la giovane Giulietta invece, è segretamente innamorata di Romeo Montecchi, valoroso e altruista primogenito della casata dei Montecchi, che ricambia pienamente i suoi sentimenti e con il quale intrattiene una segreta relazione. I due giovani innamorati vivono nell'ombra il loro amore proibito, un amore che seppur profondo ed intenso, è impossibile, altamente tormentato e travagliato, contrastato dalla pesante controversia che divide le due famiglie. I due si amano e si riescono anche a sposare con la complicità della balia di Giulietta e del fidato e saggio frate Lorenzo, confessore ed amico di Romeo e Giulietta, ma nemmeno questo basta a placare l'alto odio tra le due casate. Giulietta dovrà forzatamente acconsentire a sposare Paride per salvare la sua famiglia dalla rovina mentre Romeo viene condannato dal principe ad andare in esilio per aver assassinato il nipote del conte Capuleti, Tebaldo (per vendicare l'amico Mercuzio che era stato a sua volta ucciso proprio da Tebaldo), non prima di aver ricevuto il perdono di Giulietta e aver trascorso insieme a lei un'ultima notte di passione. La giovane Capuleti intanto, dopo la partenza del suo sposo, riceve altre pesanti pressioni per sposare il conte Paride e per impedire questa indesiderata unione, Giulietta rivela ai genitori del suo matrimonio con Romeo Montecchi. Nonostante la scioccante ed inaspettata verità, nemmeno questo vincolo sacro basta a far desistere i Capuleti dal loro intento, infatti Giulietta viene minacciata terribilmente dalla sua famiglia: se non sposerà Paride, sarà proprio Romeo a pagarne le conseguenze con la vita. Sentendosi abbandonata da tutti, compresa la sua balia che le consiglia di dimenticare Romeo, Giulietta divorata dal desiderio di poter amare liberamente il suo Romeo decide di chiedere aiuto a frate Lorenzo, il quale comprendendo la tragica situazione in cui i due innamorati sono coinvolti, intuisce che come soluzione ce n'è solo una, sebbene sia estrema e pericolosa: Giulietta, grazie ad una pozione speciale che ingerisce, cade in un sonno così profondo che è simile alla morte e all'apparenza sembra essersi tolta la vita avvelenandosi. Il mancato avviso a Romeo dello stratagemma causerà l'imminente e grave tragedia, dopo aver ucciso Paride, Romeo, dilaniato dal dolore, raggiunge la sua sposa nella cripta dei Capuleti e dopo averle confessato un'ultima volta il suo amore si avvelena per raggiungere l'amatissima Giulietta nell'aldilà. Proprio in quel momento la ragazza si risveglia e trova l'amato sposo che sta morendo tra le sue braccia. A seguito di ciò la ragazza, sconvolta e disperata, afferra così il pugnale di Romeo e si uccide pugnalandosi. Il duplice suicidio degli amanti disperati ed osteggiati porterà finalmente la fine della rivalità fra Capuleti e Montecchi, divorati da dei logoranti rimorsi ed uniti da questo grande ed implacabile dolore.

## Ascolti
| Puntata | Data            | Telespettatori | Share (T.C.) |
| ------- | --------------- | -------------- | ------------ |
| 1       | 3 dicembre 2014 | 3 067 000      | 13,63%       |
| 2       | 5 dicembre 2014 | 2 922 000      | 12,38%       |

## Differenze con l'opera di Shakespeare
- Nella miniserie Romeo ha un fratello e Giulietta una sorella mentre nella tragedia sono entrambi figli unici.

- La miniserie è ambientata a Trento e non a Verona.